# Crematogaster browni
Crematogaster browni es una especie de hormiga acróbata del género Crematogaster, familia Formicidae. Fue descrita científicamente por Buren en 1968.
Habita en el continente americano, en los Estados Unidos (Sierra de Chiricahua) y México. Se ha encontrado a elevaciones que van desde los 1311 hasta los 1860 metros de altura. Habita en bosques de Juniperus (también conocido como enebros) y en roble azul (Quercus douglasii), generalmente en bosques donde abundan los enebros y robles. Además se encuentra en varios microhábitats como rocas y piedras y en medio de la arena.